# Badumna maculata
Badumna maculata är en spindelart som först beskrevs av William Joseph Rainbow 1916.  Badumna maculata ingår i släktet Badumna och familjen Desidae.
Artens utbredningsområde är Queensland. Inga underarter finns listade.